# Lávka Rohanské nábřeží

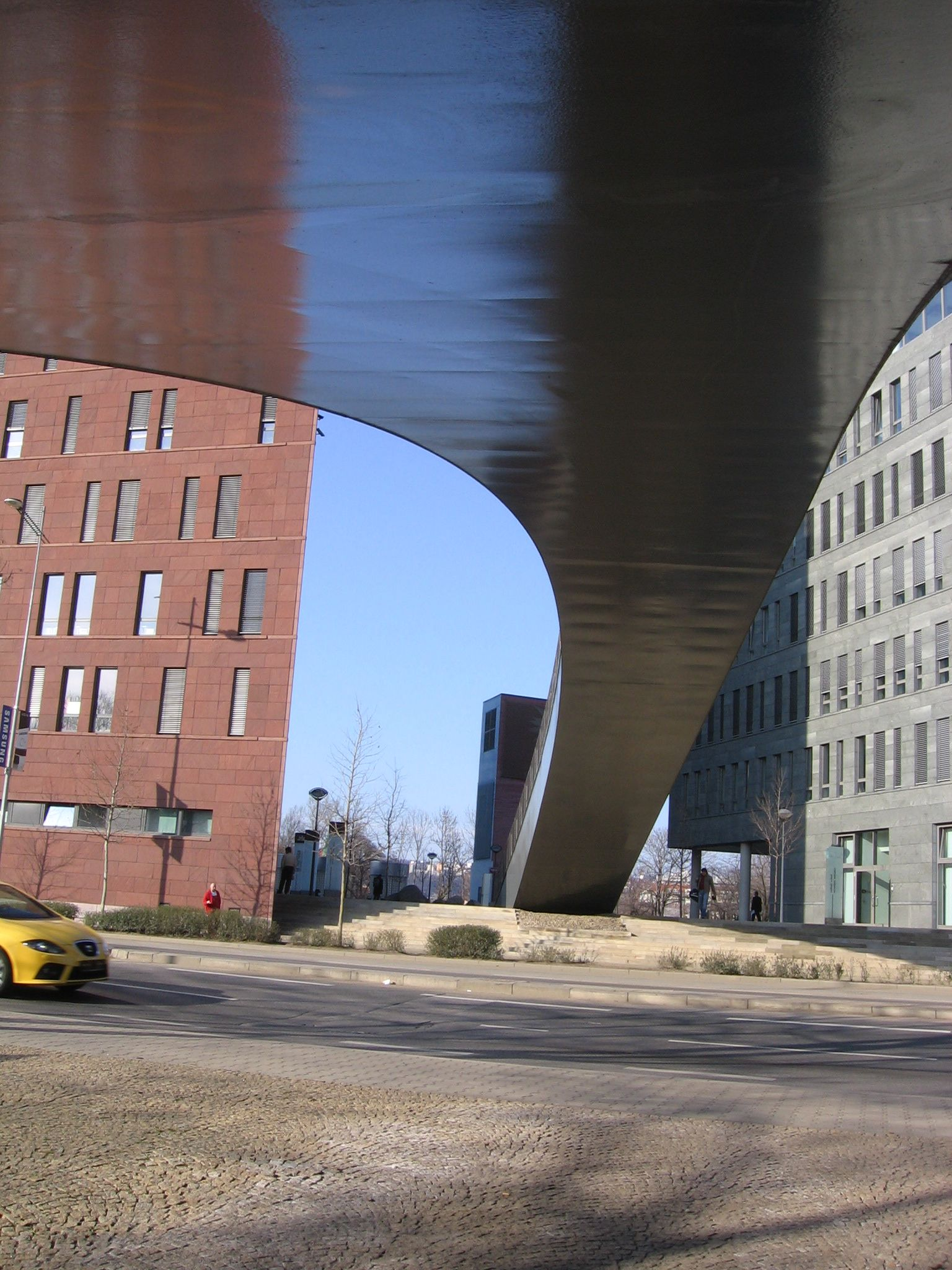
Lávka Rohanské nábřeží

Lávka Rohanské nábřeží překračuje čtyřpruhovou komunikaci Rohanské nábřeží a napojuje nové administrativně obchodní centrum River City Prague (Danube House a Nile House) ke starému Karlínu. Lávka byla vyprojektována v roce 2001 a postavena v roce 2002 nákladem 16 milionů Kč. Lávka je součástí administrativně obchodního centra River City Prague. 

## Technický popis
Lávka je ocelový částečně vetknutý oblouk o jednom poli a rozpětí 49,5 m. Příčný průřez lávky je komorový s podélnými a příčnými výztuhami. Světlá šířka lávky mezi zábradlím je 3 m. Oblouk lávky je prostorově zakřiven v horizontální i vertikální rovině. Mostovku lávky tvoří železobetonová deska spřažená trny s ocelovou konstrukcí nosníku. Na desku jsou nabetonována schodiště. Prudký oblouk lávky je esteticky přitažlivý, příkré stoupání si však vynutilo použití schodišť místo bezbariérové rampy. Omezuje to využitelnost lávky, i když jsou schodiště doplněna dopravními plošinami.
V letech 2009-2011 byla jižní část lávky obestavěna kancelářskou budovou Main Point Karlin.